# Vantaggio competitivo
Vantaggio competitivo è un termine utilizzato nel marketing e divenuto centrale nella gestione strategica (o management strategico), anche a seguito dei contributi di Michael Porter.

## Definizione
In via di prima approssimazione, il vantaggio competitivo di un'impresa può definirsi come ciò che costituisce la base delle performance superiori registrate dall'impresa, solitamente in termini di profittabilità, rispetto alla media dei suoi concorrenti diretti nel settore di riferimento, in un arco temporale di medio-lungo termine.
Nel corso degli anni sono state tuttavia proposte diverse definizioni di vantaggio competitivo. Così, ad esempio, Robert Grant lo definisce come la "capacità dell'impresa di superare gli avversari nel raggiungimento del suo obiettivo primario: la redditività" (Grant, 1999, p. 218); mentre, per Enrico Valdani, è "la capacità distintiva" (o competenza distintiva) "di un'impresa di presidiare, sviluppare e difendere nel tempo, con maggiore intensità dei rivali, una capacità market driving o una risorsa critica che possono divenire fattori critici di successo" (Valdani, 2003).

## La creazione del vantaggio competitivo
La strategia deve identificare e risolvere le questioni connesse alla generazione del vantaggio competitivo e al suo mantenimento.
Il vantaggio competitivo è influenzato da cambiamenti endogeni, ovvero interni all'azienda, e dalla capacità dell'azienda di reagire e anticipare i cambiamenti esogeni, esterni alla stessa. Un ruolo rilevante nella creazione del vantaggio competitivo è rappresentato dalle innovazioni di prodotto o processo.

## Il vantaggio competitivo in Porter
Porter identifica tre possibili strategie alternative e due diverse tipologie di vantaggio competitivo connesse ad esse.

### La strategia di leadership di costo (Impresa "product-driven")
La strategia di costo, con il relativo vantaggio di costo, è la capacità dell'impresa di produrre prodotti simili o equivalenti a quelli offerti dai concorrenti ad un costo minore. Tale strategia è tipica di settori in cui i prodotti sono fortemente standardizzati e la concorrenza è soprattutto concorrenza sul prezzo. I rischi connessi a tale strategia derivano dai mutamenti tecnologici che possono annullare i vantaggi precedenti; i bassi costi di apprendimento per le imprese esterne al settore; l'incapacità di innovare poiché ci si concentra solo sul contenimento dei costi; l'aumento generale dei costi.

### La strategia di differenziazione (Impresa "market-driven")
La strategia di differenziazione, con il connesso vantaggio di differenziazione, è la capacità dell'impresa di imporre un premium price per i propri prodotti superiore ai costi sostenuti per differenziarli, cioè dotarli di caratteristiche uniche che abbiano un qualche valore per i propri clienti al di là della semplice offerta di un prezzo basso. I rischi connessi a tale strategia possono derivare dal fatto che il consumatore non riconosca il fattore differenziale o non sia disposto a pagarlo, la contraffazione o l'imitazione.

### La strategia di focalizzazione
La strategia di focalizzazione, la quale può essere orientata ai costi oppure alla differenziazione. Nel primo caso, con questa strategia un'impresa mira al perseguimento di un vantaggio di costo limitatamente ad uno o a pochi segmenti del mercato. Nel secondo caso, la focalizzazione è indirizzata alla differenziazione, cioè consiste nell'identificare un segmento di clientela particolarmente sensibile alla qualità. I rischi connessi a tale strategia derivano dal fatto che la nicchia prescelta non sia sufficientemente ampia da consentire alle imprese di operare con efficienza o che le imprese che operano con un vasto raggio di azione riescano, con aggiustamenti marginali ai loro prodotti, a soddisfare le esigenze di tale nicchia.
Esistono esempi di imprese che hanno adottato prima una strategia di differenziazione, e poi grazie all'aumento della quota di mercato e alle e economia di scala hanno pure conseguito una leadership di costo.